# فترة مييجي
فترة مييجي (باليابانية:  明治時代 ميجي جيداي) هي الفترة الأولى من تاريخ اليابان المعاصر (1868-1912 م). أطلق عليها اسم مييجي (明治) والذي يعني الحكومة المستنيرة، تلميحا للحكومة الجديدة التي تولت شؤون البلاد ـ رسميا منذ يوم الـ8 أكتوبر 1868 م ـ، كان هذا الاسم أيضا اللقب الرسمي للإمبراطور موتسوهيتو (睦仁)، والمعروف بـمييجي تينو (明治天皇).
اعتلى موتسوهيتو العرش الإمبراطوري بعد وفاة والده في يناير من سنة 1867 م. بعدها بأشهر- يوم 19 نوفمبر من سنة 1867 م - قدم يوشينوبو ع(1837-1913 م)، آخر الشوغونات من أسرة الـتوكوغاوا استقالته للإمبراطور، كان ذلك الحدث نهاية فترة إيدو.
بعد وفاة الإمبراطور ميجي عام عام 1912 اعتلى الإمبراطور تايشو العرش وبدأت فترة تايشو من التاريخ الياباني.

## نهاية الشوغونية وإقرار النظام الجديد

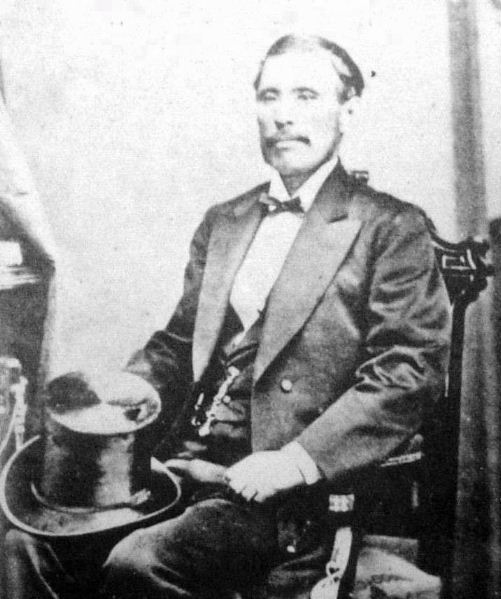
أوكوبو توشي-ميتشي ع(1830-1878 م).

قاد رجال من المعاقل الغربية الحركة الداعية لاسترجاع الحق الإمبراطوري، من بينهم برز كل من كيدو تاكايوشي وإيتو هيروبومي من معقل تشوشو، وسائيغو تاكاموري وأوكوبو توشيميتشي من معقل ساتسوما، انضم إلى هذا التحالف إيواكورا تومومي (1825-1883) والذي كان يمثل رجال البلاط الإمبراطوري في كيوتو. جند هؤلاء قواتهم وبدؤوا حملتهم لإخضاع البلاد. استنفذ الشوغون كل الحلول المتاحة لإقناع الأطراف بإنهاء الصراع، وأمام إصرار القوات الموالية للإمبراطور على الزحف على العاصمة الشوغونية إيدو، لم يجد الأخير بد من الانسحاب من الساحة السياسية، فتخلى عن كل صلاحياته للإمبراطور.
بعد استقالة الشوغون شكل أطراف التحالف المنتصر حكومة وطنية، أعلنت هذه في يوم الـ3 من يناير لسنة 1868 م استعراش الإمبراطور بصفة رسمية، وتقلده حكم البلاد. رغم هذا الإعلان بقي على هذه الحكومة إخضاع القوات المتمردة والتي لا زالت متمسكة بالنظام القديم (من أنصار التوكوغاوا)، خاضت قوات الطرفين معارك عرفت أحداثها باسم حرب بوشين، أفضت الأخيرة إلى انتصار قوات الإمبراطور وتعزيز موقفها.
كرست عملية إعادة الإمبراطور إلى الحكم (الاستعراش) دوره الرمزي في أعلى هرم السلطة فيما كانت السلطات الفعلية بين يدي الحكومة والتي جاء أفرادها من طبقة (محاربون من عائلات متواضعة) لم تكن لتلعب هذا الدور القيادي أثناء النظام القديم. كان طموح هؤلاء أن يجعلوا من اليابان قوة اقتصادية وعسكرية، وأن تكون بلادهم ندا للقوى الغربية. حددوا من البداية أهدافهم، أولا تزويد اليابان بمؤسسات عصرية، بجيش قوي وصناعة متقدمة. ثانيا: تعديل كل الاتفاقيات الغير عادلة في نظرهم والتي وقعت مع مختلف القوى الغربية. ينحدر أغلب هؤلاء الإصلاحيين من معقلين اثنين: تشوشو (長州) وساتسوما (薩摩)، استحوذوا على أغلب المناصب الحساسة في الدولة. كان أغلبهم في العقد الثالث من العمر (تراوحت أعمارهم بين 27 و41 سنة) عند بداية الإصلاحات (1868 م). استمر هذان المعقلان في تزويد الحكومة والبلاد برجال السياسة والحكم حتى نهاية الحرب العالمية الثانية.

## الإصلاحات الإدارية وترسيم حدود البلاد
قام الإمبراطور مييجي وحكومته سنة 1868 م بإعلان إلغاء مناصب الشوغون، الولي سيشو وكبير المستشارين كانباكو. سنة 1871 م تم إلغاء المعاقل الإقطاعية، وإعادة تقسيم البلاد إلى محافظات إدارية كين، تسلم إدارتها بعض من كبار الزعماء الإقطاعيين السابقين الـدائي-ميو وكذا بعض من رجال الساموراي ممن علقت مهامهم السابقة. استقرت الحكومة في إيدو منذ 1868 م، كانت هذه المدينة مقر شوغونات التوكوغاوا منذ تولى إيئه-ياسو الحكم سنة 1603 م. في شهر مايو من سنة 1869 م قررت الحكومة تغيير اسمها إلى طوكيو أو العاصمة الشرقية، وأصبحت بذلك العاصمة الرسمية لليابان.
أخذت الحكومة تولي اهتماما متزايدا لمسألة الحدود القطرية، وبالأخص تلك المشتركة مع روسيا والصين. سنة 1869 م بسطت اليابان ولأول مرة سيادتها على كامل جزيرة إزو (والتي عرفت لاحقا باسم هوكايدو)، ثم ضمت تشيشيما (أو جزر الكوريل) سنة 1875 م في مقابل التخلي عن ساخالين لصالح روسيا. في أقصى الجنوب تم ضم كل من جزر أوغاساوار (1876 م) ثم ريوكيو (أوكيناوا وملحقاتها) سنة 1879 م.

## القضاء على مظاهر النظام الإقطاعي
في شهر أبريل من سنة 1868 م تم إصدار فرمان (مرسوم) إمبراطوري، قام بإعداد مجمل مواده كيدو تاكايوشي، نص على إعادة تنظيم عملية الحكم بطريقة ديمقراطية، ضمان الرخاء والسعادة للجميع، إبطال الأعراف والعادات القديمة، والعمل على نشر المعارف الغربية وتطبيقها في كل الميادين. كانت البداية الأولى في نهج هذه الإصلاحات هو الإعلان عن تشكيل حكومة مؤقتة موسعة.
شملت أولى الإصلاحات بنية المجتمع الياباني، فتم سنة 1871 م إلغاء الطبقية (كان المجتمع مقسما إلى أربع طبقات)، أصبح المجال مفتوحا أمام الجميع للتقلد المناصب في الدولة واحتراف أي من المهن المعروفة بدون أية قيود. أبطلت المنحة التي كان يتقاضاها رجال الساموراي، كما تم تجريدهم من أسلحتهم. كان أغلب هؤلاء الرجال يحوزون على نصيب كبير من الثقافة، فتحولوا إلى مهن أخرى كالتعليم، الإدارة أو الصناعة. في مقابل ذلك تم إعفائهم من التزاماتهم العسكرية، ولسد الاحتياجات الجديد تم إعلان التجنيد الإلزامي في البلاد منذ سنة 1872 م. بعد القيام بعملية جرد للأراضي والممتلكات عبر كامل البلاد، تم تطبيق ضريبة عقارية في العام الموالي (1873 م).
تبعت هذه الإصلاحات الاجتماعية موجة من الاستياءات، عمت هذه أوساط الفلاحين والذي أخذوا على الحكومة تسرعها في عملية تقييم الأراضي، كما شملت رجال الساموراي والذين لم يرق لهم فقدان المكاسب والمزايا التي كانوا يتمتعون بها. لاحقا قاد أحد الإصلاحيين وهو سائيغو تاكاموري إحدى الانتفاضات، جمع من حوله رجالات الساموراي من الناقمين على النظام، انتهت هذه الانتفاضة عام 1877 م على يد القوات الإمبراطورية.

## الإصلاحات

بعثة إيواكورا: من اليمين إلى اليسار: أوكوبو توشي-ميتشي، إيتو هيروبومي، إيواكورا تومومي، ياماغوتشي وكيدو تاكا-يوشي.

للإسراع في الإصلاحات، قام إيواكورا تومومي (من كبار مستشاري الإمبراطور) بقيادة بعثة إلى الولايات المتحدة وأوروبا (عرفت بـبعثة إيواكورا). ما بين سنوات 1871 و1873 م زار زعماء الإصلاحيين العديد من البلدان الغربية فتفقدوا مؤسساتها واطلعوا على أحدث ما توصلت إليه في عالم التقنية. تركت هذه الرحلة عميق الأثر في نفوس هؤلاء اليابانيين. بدأت الحكومة في جلب العديد من الخبراء والمهندسين -بلغ عددهم حوالي الـ3000 حتى سنة 1890 م- من مختلف البلدان الغربية للمساعدة في تحديث البلاد. قام البريطانيين بالتكفل بتحديث القوات البحرية، فيما تولى الفرنسيين أمر القوات البرية. كما أسهم خبراء ألمان في وضع الأسس للنظام التعليمي الجديد. من بين الميادين التي شملتها الإصلاحات في المرحلة الأولى: التعليم، الحقوق، العلوم، والنظام السياسي. اتبع اليابانيون سياسة صارمة في التعامل مع هؤلاء الأجانب، فرغم أنه كان يُعمل بنصحائهم وإرشاداتهم إلا أنه كان يمنع عليهم تقلد أي منصب في الدوائر الحكومة أو غيرها، كانوا يعملون وأعين الحكومة ترصدهم. كانت بعثة 1871 م قد استبقت العديد من اليابانيين في البلدان الغربية لإكمال دراساتهم. مع بدء هؤلاء في العودة واستكمال تشييد وتحديث المنشآت والمؤسسات الوطنية استوفت اليابان حاجتها للخبرات فتوقف استقدامهم حوالي عام 1890 م.
مع مطلع عام 1870 م، تم طرح وجهات نظر مختلفة حول التوجهات الكبرى التي يتوجب على السياسة اليابانية السير عليها. كان البعض (وأغلبهم من المعاقل الغربية، على غرار الساتسوما التشوشو) يرى وجوب الأخذ بالشعار المحلي: بلاد ثرية بجيشها القوي، بينما يرى آخرون ومن بينهم إيواكورا تومومي عدم خوض المغامرة العسكرية، والتركيز على قطاعي التعليم والصناعة. انتصر أصحاب الرأي الثاني، مما أغضب سائيغو تاكاموري، فقاد مجموعة من المتمردين على السلطة منذ سنة 1874 م، بينما فضل زعيم آخر وهو إيتاكاغي تائيسوكي (板垣 退助) ع(1837-1919 م) طرقا أكثر سلمية، فأسس حركة معارضة هي: الحركة من أجل حقوق وحريات الشعب والتي أصبحت فيما ومنذ 1881 م تعرف باسم الحزب الليبرالي (自由党).
أصبح التعليم إجباريا على الجميع، صبيانا وبنات، ومنذ 1868 م. استحدث اليابانيون سنة 1872 م نظاما تعليميا جديدا مستوحى من النظامين الفرنسي والأمريكي، وفتحت أول جامعة أبوابها عام 1877 م.بالموازاة مع ذلك تم ترجمت العديد من الأعمال الأدبية العالمية (الفرنسية والإنكليزية) وتدريسها ضمن المناهج الرسمية.
قامت الحكومة بتأميم جميع الشركات التي كانت تابعة للشوغون وأعوانه من الـدائي-ميو (الزعماء الكبار)، تم جلب العديد من المهندسين الأجانب، وبالأخص من بريطانيا (رائدة الصناعة في أوروبا)، ساعد هؤلاء في إنجاز أولى المنشآت الصناعية. جاءت نتائج هذه السياسية سريعة جدا: تم مد أول خط سكك حديدية سنة 1871 م بين طوكيو ويوكوهاما. منذ 1870 م بدأ استعمال التلغراف ينتشر عبر البلاد، تلته الإنارة بالغاز فيما بدأ الخطوط الحديدة تتمدد أكثر فأكثر؛ منذ 1880 م حلت الإنارة الكهرباء، خطوط الترام (عربات النقل الحضرية) والتصوير الضوئي؛ وأخير ومنذ 1890 الهاتف.
نشطت الساحة الفكرية في اليابان، ساهم العديد من المثقفين في نقل الفكر الغربي ومداركه إلى أبناء البلد، فكان دورهم أساسيا في الدفع بالنظام التعليمي إلى الأمام. من بين أهم أعلام هذه الفترة: فوكوزاوا يوشيكي، فوتاباتيي شيميي، تسوأوبوشي شويو، موري أوغائي وغيرهم.

## الإصلاحات الاقتصادية
مع ازدهار حركة الترجمة، برزت سنوات 1870-1880 م إلى الساحة السياسة مجموعة من المثقفين المتأثرين بالأفكار الغربية الداعية للحقوق المدنية للمواطن، استجابة لضغوطات هؤلاء وعدت الحكومة العمل على قيام بكتابة دستور وطني للبلاد بحلول عام 1875 م، يكفل حماية هذه الحقوق. قام أوكوما شيغه-نوبو (大隈重信) بالشروع في كتابة مسودة أولى، كانت النصوص التي قام بتحريرها مستوحاة من النظم والقوانين البريطانية.، إلا أن أزمة اقتصادية عرفتها البلاد أجبرته على الاستقالة من الحكومة. بعد استبعاده، قام الأخير سنة 1882 م بتأسيس حزبه الخاص: الحزب التقدمي.
كانت الشركات الكبرى في البلاد تابعة للدولة، إلا أن الأزمة الاقتصادية أجبرت الحكومة على مراجعة سياسيتها، فقررت الأخيرة عام 1882 م خوصصة هذه الشركات، كما تم إنشاء أول بنك وطني ياباني على نمط كبرى المصارف الأوربية (كان قد تم اتخاذ أول عملية وطنية: الين عام 1870 م). بمساعدة الحكومة، تحولت العديد من العائلات التي كانت تمتهن التجارة إلى النشاطات الصناعية، على غرار ميتسوئي (三井)، أو البعض ممن كان من الرجال الساموراي السابقين كإيوازاكي والذي أسس شركة ميتسوبيشي. كانت تلك أولى الخطوات في طريق تحديث الاقتصاد الياباني. استغلت هذه العوائل الصناعية الكبيرة (ميتسوبيشي (三菱)، ميتسوئي (三井)، سوميتومو (住友)...) والمقربة من مراكز القرار فترة الخوصصة، فكونوا ثروات هائلة وأسسوا إمبراطوريات اقتصادية ومالية (بعضها لا زال قائما إلى يومنا هذا)، قامت بعد ذلك تجمعات اقتصادية كبرى (تحالف عدة عائلات كبرى) فريدة من نوعها في العالم أطلق عليها اسم زائي-باتسو (أو زاي-باتسو).

## كتابة الدستور

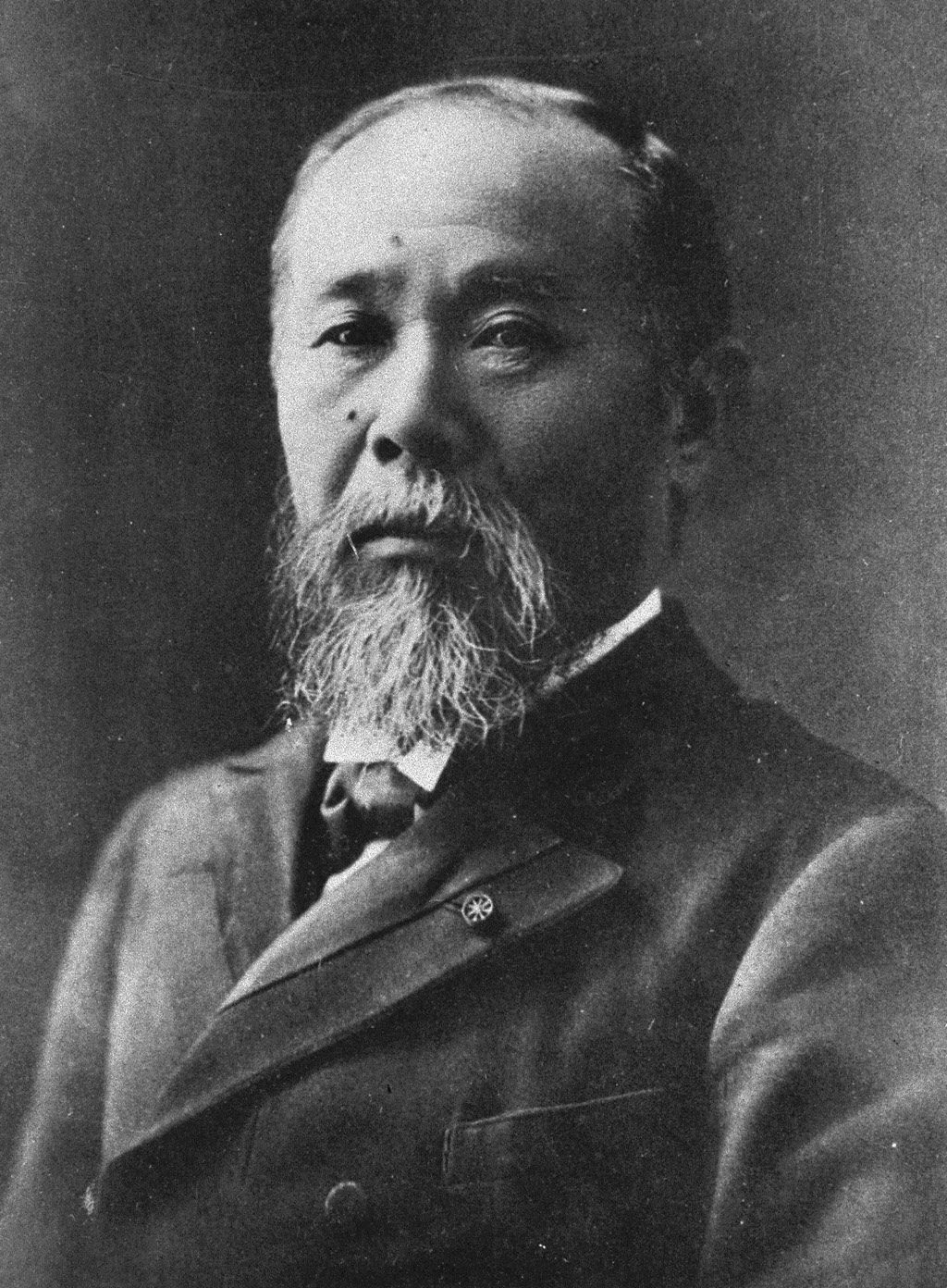
إيتو هيروبومي ع(1841-1909 م).

عام 1885 م تم إنشاء مجلس وزاري، قام الإمبراطور بتسمية أعضائه. شرع المجلس برئاسة إيتو هيروبومي في التحضير لنص دستور جديد، كان مواده مستوحاة هذه المرة من الدستور الألماني. ترأس الأخير اللجنة الخاصة التي كانت تسهر على احترام النصوص الدستورية. وأخيرا تم في يوم الـ11 من فبراير من عام 1889 م، اعتماد أول دستور رسمي للبلاد. خول الدستور صلاحيات واسعة للإمبراطور (أو الجماعة التي تحكم فعليا وباسمه)، وأصبح مقامه مقدسا: يجمع عدة سلطات في آن واحد، رأس السلطة التنفيذية، يقود الجيوش الوطنية، يعلن عن الحرب أو يقرر السلام، يستطيع تعديل القوانين حتى بعد التصويت عليها كما يصدر مراسيم بدون مشورة أحد. تم استحداث غرفتين برلمانيتين، واحدة للنواب وعددهم 463 والأخرى للشيوخ وعددهم 363، يتمثل دورهم في مناقشة القوانين والتصويت على الميزانية التي يطرحها المجلس الوزاري. كان انتخاب نواب البرلمان مقصورا على فئة معينة من المواطنين: كل من يدفع ضريبة مباشرة سنوية لا تقل عن 15 ينا (العملة المحلية). كان عدد الناخبين المؤهلين حوالي 450.000 شخص.
يضمن الدستور لليابانيين حرية التنقل، التفكير والانضمام في جمعيات، المساواة في الفرص عند التقدم للحصول على أي من الأعمال أو المناصب، وكذا الحق في أحكام عادلة عند المقاضاة. عام 1890 م تم إقرار مرسوم إمبراطوري، يتضمن إدماج عبادة الإمبراطور والآلهات الشنتوية ضمن المناهج الدراسية الوطنية.

## بداية التوسع والاستعمار
بدأ العمل بالدستور وبدأت أولى المشاكل تظهر. كان على الحكومات المتعاقبة مواجهة معارضة نشطة وقوية، والتي تتكون في الأغلب من أعضاء سابقين من الحكومة، ثم تراكمت مشاكل داخلية متعددة. كل هذا حمل الحكومة على تغيير توجهاتها السياسية الكبرى، كان للعسكريين والذين شكلوا بدورهم جماعة مستقلة داخل دوائر الحكم دورا مهما في هذا التحول، من الآن فصاعدا وجهت اليابان نظرها إلى الخارج واختارت أن تنتهج سياسة توسعية واستعمارية.

## الحرب الصينية-اليابانية
متذرعة بالأحداث التي وقعت في كوريا، والتي أعقبتها إرسال الصين لقوات عسكرية، أرسلت اليابان بدورها ما يقرب من الـ80 ألف شخص إلى شبه الجزيرة الكورية، استطاعت هذه القوات وفي ظرف وجيز السيطرة على البلاد. اندلعت بعض الاشتباكات بين الجيشين الياباني والصيني، إلا أنها سرعان ما تحولت إلى حرب حقيقية الحرب الصينية-اليابانية، رجحت أحداث هذه الحرب كفة اليابان وأكدت تفوقه العسكري، فكان أن طالبت الحكومة الصينية بإعلان الهدنة في شهر يناير من عام 1895 م.
أفضت المحادثات إلى التوقيع على معاهدة شيمونوسيكي يوم 17 أبريل 1895 م والتي كرست انتصار اليابان. ضمت الأخيرة على إثرها جزيرة فورموز (تايوان اليوم)، أرخبيل البيسكادوريس (بنتشو اليوم) وشبه جزيرة لياودونغ. إلا أنه وأمام تدخل القوى الغربية (روسيا ألمانيا وفرنسا) استعادت الصين هذه الأخيرة.

## الحرب الروسية -اليابانية
كانت روسيا بدورها تتقدم على نفس الجبهة مع اليابان، وكانت لهما نفس المطامع. وقعت الدولتان في أول الأمر اتفاقا تم بموجبه إعلان كوريا منطقة محايدة، إلا أنه وبعد انتفاضة الأهالي في الصين (1898 م) أخذت روسيا تختلق الذرائع لتبرير احتلاها لمنشوريا وتقدم قواتها إلى كوريا.
كانت اليابان قد قطعت شوطا كبيرا في تطوير صناعتها العسكرية وتحديث جيشها، عمل اليابانيون على الظهور بمظهر مخلص الشعوب الآسيوية من القوى الغربية. بعد توقيعها لاتفاقية تحالف مع بريطانيا عام 1902 م، رأت الحكومة اليابانية أن الفرصة مواتية للتحرك. قدمت اليابان طلبا رسميا لروسيا حتى تسحب قواتها المتمركزة في منشوريا، رغم طول المفاوضات وإصرار اليابانيين رفض الروس.
بدأت القوات اليابانية بمهاجمة ميناء بورت آرثر في منشوريا، والذي كانت تحت سيطرة القوات الروسية، ثم أعلنت الحكومة اليابانية رسميا الحرب على روسيا يوم الـ10 من شهر فبراير من عام 1904 م. دحر الأسطول الياباني القوات البحرية الروسية في أول مواجهة بينها في تسوشيما. على البر رغم تقدمها إلا القوات اليابانية تكبدت خسائر فادحة. لم يتردد الطرفان المتصارعان في قبول عرض الوساطة التي طرحه الرئيس الأمريكي تيودور روزفلت، انتهت الحرب مع توقيع اتفاقية بورتسمث (في نيو هامبشير -الولايات المتحدة الأمريكية-).
دامت الحرب أكثر مما كان مخططا له، وكانت حصيلة الخسائر المادية والإنسانية مرتفعة. خرج اليابان منتصرا من هذه الحرب. بموجب اتفاقية بورتسمث والتي تم توقيعها في الـ5 سبتمبر 1905 م، قامت روسيا بسحب قواتها المتواجدة في كوريا، ضمت اليابان جنوب شبه جزيرة ساخالين، كما أنتقلت إليها العديد من الحقوق الروسية في الصين على غرار الامتيازات التجارية في شبه جزيرة لياودونغ، مد خط سكة الحديد في جنوب منشوريا واستغلال مناجم الفحم في فوشون. رغم هذه التنازلات لم تتحصل اليابان على أية تعويضات عن الخسائر التي لحقتها، اعتبر بعض اليابانيين هذا الأمر بمثابة إهانة لهم، فقامت على إثر ذلك موجة من الاحتجاجات الشعبية.
بعد الحرب الروسية-اليابانية، قام العسكريون في اليابان -والذين أصبحوا يسيطرون على الحكومة- بمنح إيتو هيروبومي (رئيس الحكومة) صلاحيات واسعة. بعد مقتله سنة 1909 م (على يد أحد القوميين الكوريين)، قرر هؤلاء العسكريين ضم شبه الجزيرة الكورية إلى اليابان، فأصبحت اليابان اللاعب الأول على الساحة الشرق آسيوي، ودام هذا الوضع حتى نهاية الحرب العالمية الثانية.

## الحرب العالمية الثانية
قامت القوات اليابانية بغزو الصين قبل أندلاع الحرب العالمية الثانية مما حدى بالولايات المتحدة وحلفائها إلى فرض مقاطعة اقتصادية على اليابان، وعلى إثره، قررت اليابان ضرب ميناء بيرل هاربر في 7 ديسمبر 1941، بلا سابق إنذار وبدون إعلان للحرب على الولايات المتحدة. تسبب الهجوم على ميناء بيرل هاربر بأضرار جسيمة للأسطول الأمريكي، إلا أن حاملات الطائرات الأمريكية لم تُصب بأذى لكون الحاملات في عرض المحيط الهادي لأداء مهمّات لها. كما قامت القوات اليابانية بغزو جنوب آسيا تزامناً مع قصف بيرل هاربر وبالتحديد، ماليزيا، وإندونيسيا، والفلبين بمحاولة من اليابان للسيطرة على حقول النفط الإندونيسية. ووصف رئيس الوزراء البريطاني ونستون تشرشل حادثة سقوط سنغافورة في أيدي القوات اليابانية بأنه من أكثر الهزائم مهانة على الإطلاق.
بالحرب العالمية الثانية على دحر وهزيمة ألمانيا النازية، إلا أن جدول أعمال الولايات المتحدة وبعض من دول التحالف ومن ضمنها أستراليا، دأبوا على استرجاع الأراضي التي استولت عليها اليابان في منتصف العام 1942. ثم قامت الولايات المتحدة بقيادة الجنرال دوجلاس مكارثر بالهجوم ومحاولة استرجاع غينيا الجديدة، وجزر سليمان، وبريطانيا الجديدة، [وإيرلندا الجديدة،] والفلبين. وتنامت الضغوط على اليابان بهجوم الولايات المتحدة على السفن التجارية اليابانية وحرمان اليابان من المواد الأولية اللازمة للمجهود الحربي، واشتدّت حدة الضغوط باحتلال الولايات المتحدة للجزر المتاخمة لليابان.
استيلاء الحلفاء على جزيرتي إيوجيما وأوكيناوا اليابانية جعل اليابان في مرمى طائرات وسفن التحالف دون أدنى مشقّة. وإعلان الاتحاد السوفييتي الحرب على اليابان في بداية 1945 ومن ثمّة مهاجمة منشوريا
جاءت هزيمة اليابان في أغسطس 1945 بعد أن أسقطت قنبلة ذرية على هيروشيما أودت بحياة أكثر من 200 ألف نسمة، وفي قنبلة أخرى في 9 أغسطس على ناغاساكي، مما دفع اليابان بإعلان الاستسلام في 15 أغسطس.

## الهزيمة والاحتلال
استسلمت اليابان لقوات الاحتلال في 14 أغسطس 1945 عندما أعلمت الحكومة اليابانية قوات الحلفاء قبول إعلان بوتسدام. وفي اليوم التالي أعلن الإمبراطور هيروهيتو استسلام اليابان الغير مشروط على المذياع لأول مرة يسمع فيه الشعب الياباني صوت إمبراطورهم وهو اليوم الذي يعتبر آخر يوم في الحرب العالمية الثانية. في ذات اليوم قام الرئيس الأمريكي هاري ترومان بتعيين الجنرال دوغلاس ماكارثر كقائد أعلى لقوات التحالف للإشراف على احتلال اليابان. كانت قوى التحالف قد اتفقت على تقسيم اليابان فيم بينها مثلما حدث في احتلال ألمانيا، إلا أنه في النهاية منح القائد الأعلى لقوات التحالف حكماً مباشرا على جزر اليابان الرئيسية. تم نزع سلاح اليابان ووضع دستور اليابان الجديد عام 1947 الذي منع اليابان من الاشتراك في أي حرب مع دولة أجنبية.

## اقرأ أيضا
- إيشين شيشي
- باكوماتسو
- نظام توكوغاوا شوغون
- استعراش ميجي
- الإمبراطور ميجي